# Флоріан Унру
Флоріан Унру (7 червня 1993 , Рендсбург, Шлезвіг-Гольштейн ) — німецький лучник, срібний призер Олімпійських ігор 2024 року.

## Виступи на Олімпіадах
| Олімпіада  | Дисципліна                | Місце |
| ---------- | ------------------------- | ----- |
| Токіо 2020 | індивідуальна першість    | 5     |
| Токіо 2020 | змішана командна першість | 9     |
| Париж 2024 | індивідуальна першість    | 4     |
| Париж 2024 | змішана командна першість | 2     |

## Зовнішні посилання
- Флоріан Унру на сайті World Archery (англійська)
- Флоріан Унру на сайті Olympedia (англійська)
- Флоріан Унру на сайті German Olympic Committee (німецька)